# Kacha Ambrolowa
Kacha Ambrolowa (georgisch კახა ამბროლოვა; * 21. März 1993) ist ein georgischer Eishockeytorwart, der seit 2007 für Bakurianis Mimino in der georgischen Eishockeyliga spielt.

## Karriere
Auf Vereinsebene spielt Kacha Ambrolowa für Bakurianis Mimino, für das er bereits als 14-Jähriger in der georgischen Eishockeyliga debütierte.

### International
Ambrolowa trat international erstmals bei der Weltmeisterschaft 2013 in Erscheinung, als er für die Georgische Nationalmannschaft in der Qualifikation zur Division III auf dem Eis stand und trotz 28 Gegentoren in drei Spielen zum besten Spieler seiner Mannschaft gewählt wurde. Im Folgejahr konnte er mit den Georgiern dann an der Division III teilnehmen und kassierte 78 Gegentore in fünf Spielen, wurde aber trotzdem erneut zum besten Spieler seiner Mannschaft gewählt. Auch bei den Weltmeisterschaften 2015, 2016, 2017 und 2018 spielte er in der Division III. Zudem stand er im georgischen Kader bei der Qualifikation für die Olympischen Winterspiele in Pyeongchang 2018, kam dort aber nicht zum Einsatz.

## Erfolge und Auszeichnungen
- 2015 Bester Torhüter der Weltmeisterschaft der Division III
- 2018 Aufstieg in die Division II, Gruppe B, bei der Weltmeisterschaft der Division III
- 2018 Geringster Gegentorschnitt bei der Weltmeisterschaft der Division III